# Abisara bifasciata
Abisara bifasciata är en fjärilsart som beskrevs av Moore 1877. Abisara bifasciata ingår i släktet Abisara och familjen Riodinidae. Inga underarter finns listade i Catalogue of Life.

## Bildgalleri

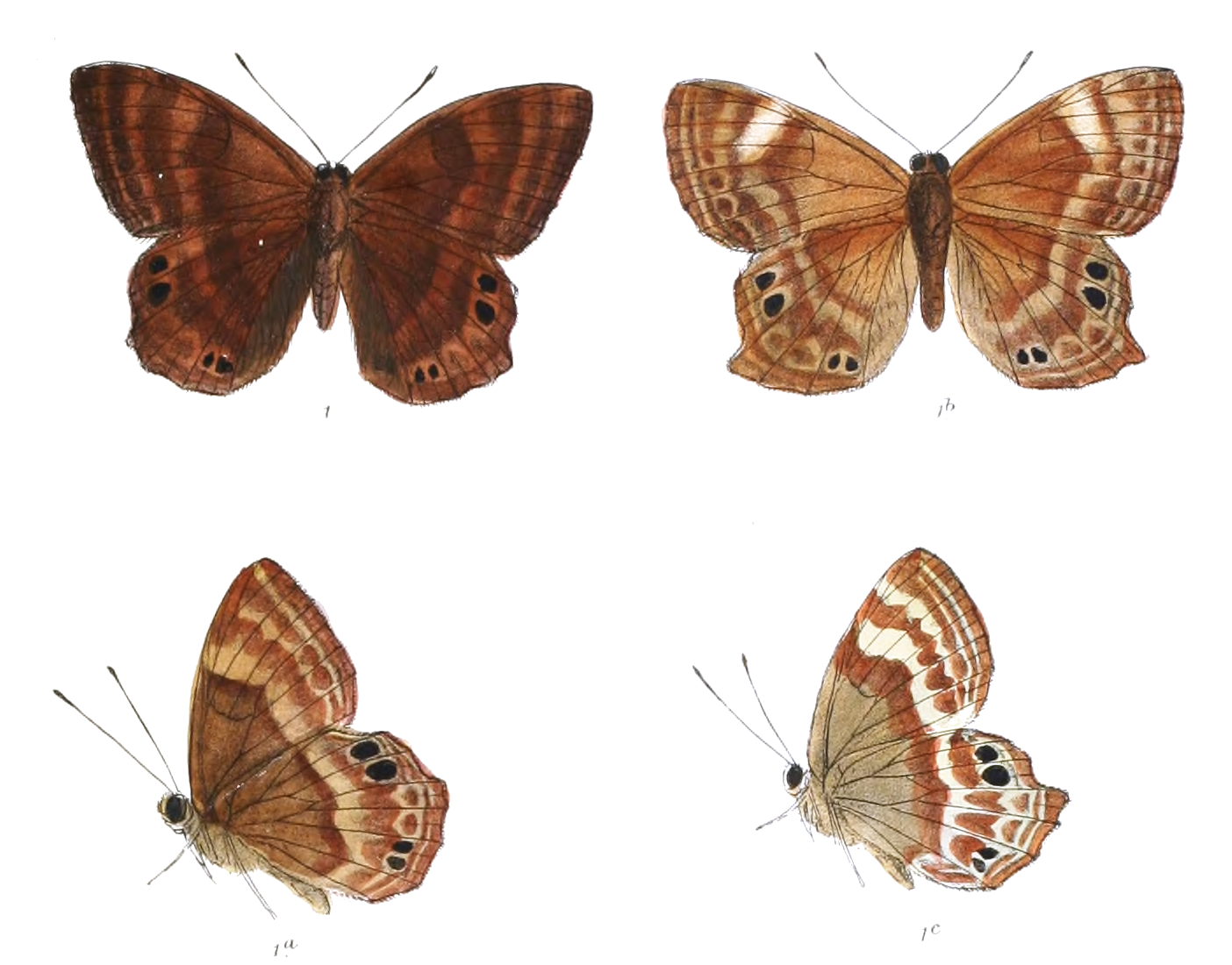
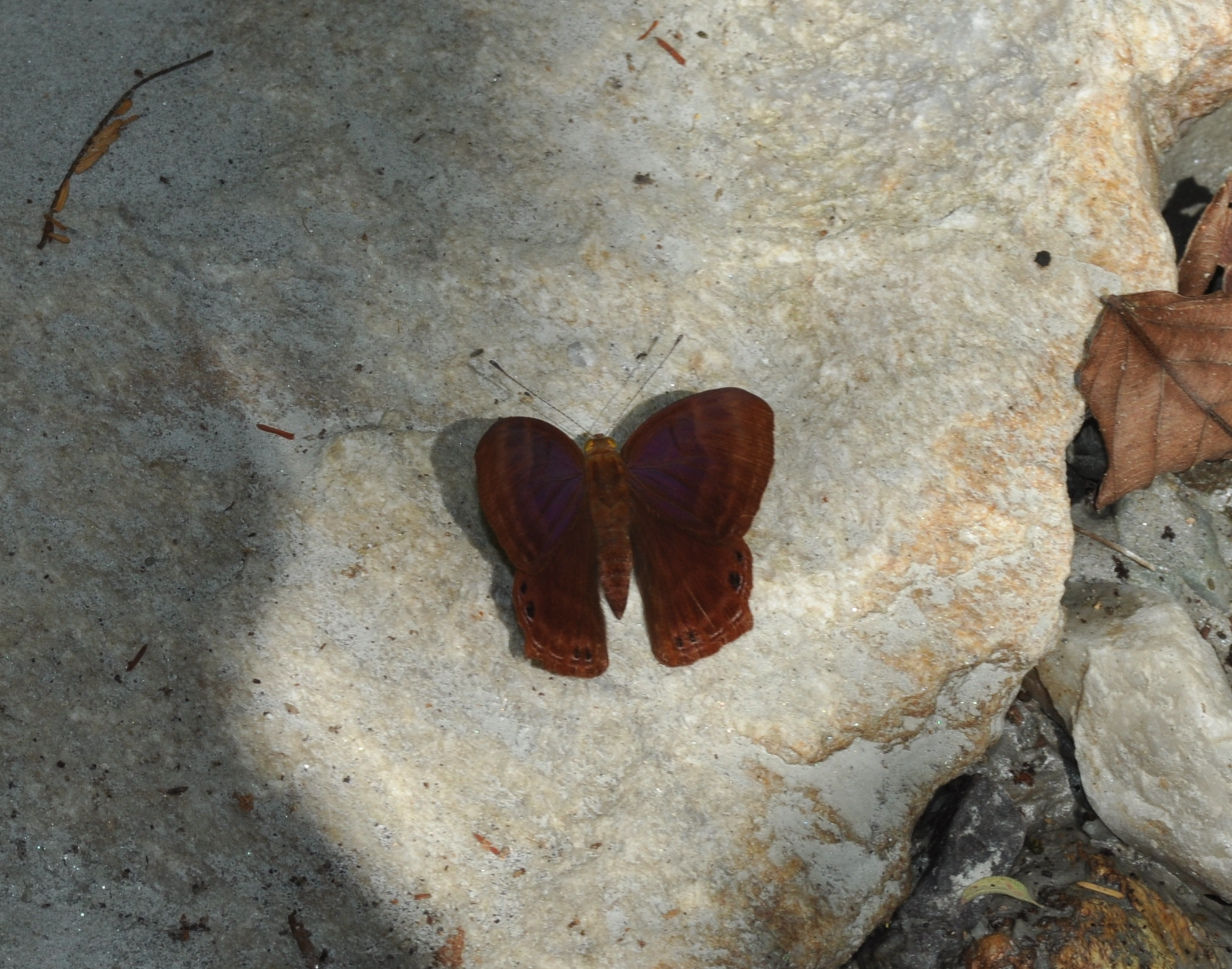